# Collinsville (Alabama)
Collinsville é uma cidade  localizada no estado americano do Alabama, no Condado de Cherokee e Condado de DeKalb.

## Demografia
Segundo o censo americano de 2000, a sua população era de 1644 habitantes.
Em 2006, foi estimada uma população de 1687, um aumento de 43 (2.6%).

## Geografia
De acordo com o United States Census Bureau, a localidade tem uma área de 9,1 km², sem área coberta por água.

## Localidades na vizinhança
O diagrama seguinte representa as localidades num raio de 24 km ao redor de Collinsville.